# Prefica nivea
Prefica nivea — викопний вид дрімлюгоподібних птахів родини гуахарових (Steatornithidae), що існував у ранньому еоцені в Північній Америці. Майже повний скелет знайдено у пластах формації Грін Рівер у штаті Вайомінг, США.

## Таксономія
Вид є родичом сучасного гуахаро, єдиного сучасного рослиноїдного представника дрімлюгоподібних. Відрізнявся меншими розмірами, і жив в Північній Америці (гуахаро живе в Південній).

## Етимологія
Родова назва Prefica означає з іспанської «плакальниця». У давнину плакальниць наймали за гроші, щоб вони оплакували покійника на похоронах. Назва є посиланням на звук, який видає сучасний гуахаро, що схожий на плач.